# Giant Cycling Team/Saison 2018
Dieser Artikel listet Erfolge und Fahrer des Radsportteams Giant Cycling Team in der Saison 2018 auf.

## Zugänge – Abgänge
| Zugänge                | Team 2017                              | Abgänge       | Team 2018                     |
| ---------------------- | -------------------------------------- | ------------- | ----------------------------- |
| Gu Bingcheng (ab 1.9.) | Beijing XDS-Innova Cycling Team (2018) | Bai Lijun     | Ningxia Sports Lottery Livall |
| Yuan Zilin (ab 15.8.)  | Yunnan Lvshan Landscape (2018)         | Wu Nan        | Ningxia Sports Lottery Livall |
| Guo Liang (ab 9.10.)   | Neoprofi                               | Yang Jin      | Unbekannt                     |
| Li Jiabao              | Neoprofi                               | Zhang Wenlong | Unbekannt                     |
| Li Jinsong             | Neoprofi                               | Zhao Kang     | Unbekannt                     |
| Liu Manduo             | Neoprofi                               |               |                               |
| Zhi Tianxiang          | Neoprofi                               |               |                               |

## Mannschaft
| Name          | Geburtstag        | Nationalität        |
| ------------- | ----------------- | ------------------- |
| Chen Zhiwen   | 29. Oktober 1998  | Volksrepublik China |
| Deng Penghai  | 26. April 1998    | Volksrepublik China |
| Gu Bingcheng  | 3. September 1996 | Volksrepublik China |
| Gu Tianhao    | 4. September 1996 | Volksrepublik China |
| Guo Liang     | 24. Dezember 1998 | Volksrepublik China |
| Li Jiabao     | 12. Dezember 1998 | Volksrepublik China |
| Li Jinsong    | 26. April 1997    | Volksrepublik China |
| Li Xiangyuan  | 3. Mai 1995       | Volksrepublik China |
| Liu Haiwang   | 23. November 1995 | Volksrepublik China |
| Liu Manduo    | 12. April 1998    | Volksrepublik China |
| Shi Hang      | 21. Juni 1998     | Volksrepublik China |
| Xu Zhaoliang  | 6. Juni 1998      | Volksrepublik China |
| Yuan Zilin    | 5. März 1997      | Volksrepublik China |
| Zhi Tianxiang | 15. Februar 1999  | Volksrepublik China |